# Issjön, Uppland
Issjön är en sjö i Vallentuna kommun i Uppland och ingår i Åkerströms huvudavrinningsområde. Sjön är 2,1 meter djup, har en yta på 0,158 kvadratkilometer och är belägen 37 meter över havet. Sjön avvattnas av vattendraget Lillån.

## Delavrinningsområde
Issjön ingår i det delavrinningsområde (660685-163492) som SMHI kallar för Mynnar i Åkersström. Medelhöjden är 29 meter över havet och ytan är 43,11 kvadratkilometer. Det finns inga avrinningsområden uppströms utan avrinningsområdet är högsta punkten. Lillån som avvattnar avrinningsområdet har biflödesordning 2, vilket innebär att vattnet flödar genom totalt 2 vattendrag innan det når havet efter 14 kilometer. Avrinningsområdet består mestadels av skog (55 procent), öppen mark (13 procent) och jordbruk (26 procent). Avrinningsområdet har 0,16 kvadratkilometer vattenytor vilket ger det en sjöprocent på 0,4 procent. Bebyggelsen i området täcker en yta av 0,96 kvadratkilometer eller 2 procent av avrinningsområdet.